# قوى عاملة (ماركسية)

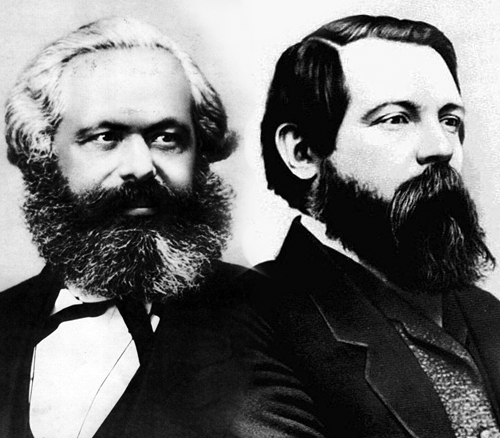

القوى العاملة بمفهومها الماركسي الموضوع الذي يتناوله هذه المقالة، وللمفهوم العام طالع « قوى عاملة ».
قوى عاملة عبارة اقتصادية ظهرت لأول مرة سنة 1857 في مؤلف ماركس «الموجز في نقد الاقتصاد السياسي». وتعني مجموع المؤهلات الجسدية والفكرية الموجودة في الإنسان والتي تمكنه من القيام بعملية الإنتاج. فهي بعارة أخرى: الطاقة الإنسانية المستعملة أثناء القيام بعمل ما لغرض تحويل الأشياء الموجودة إلى قيم استعمالية تتحول بدورها ضمن أسلوب الإنتاج الرأسمالي إلى سلع أي قيم تبادلية. والمقصود بالمؤهلات الجسدية هي مثلا المهارة اليدوية وقوة البصر والمثابرة على العمل والقوة الجسمية ونسبة الانتباه..إلخ. أما المؤهلات الفكرية فهي مثلا: المستوى الثقافي ومستوى التقنيات ومستوى الذكاء والخبرة وقدرة السيطرة على وسائل الإنتاج إلخ.
لذلك يجب التفريق، حسب الماركسية، بين العمل وقوة العمل من حيث أن العمل يعتبر الصورة التي يتجسد فيها الجوهر الذي هو قوة العمل. وبالتالي فإن العامل حين يقوم بعمل ما مقابل أجر فإنه لا يبيع عمله كما يعتبد البعض بل يبيع قوة عمله، ومع التأكيد على الفرق بين العمل وقوة العمل فإنه من الخطأ، حسب النظرية الاقتصادية الماركسية، تجاهل التداخل الموجود بينهما. ذلك أن قوة العمل لكي تنتج الأشياء يجب أن تشغل، أي أن يقوم العامل بعمل ما، وبذلك فبدون العمل تظل قوة العمل كامنة في الإنسان. وباعتبار أن قوة العمل هي التي يبيعها العامل لرب العمل فهي بالتالي سلعة تباع وتشترى كبقية السلع لها قيمة استعمالية تتمثل في القدرة على إنجاز العمل، وقيمة تبادلية تتمثل من الناحية النقدية في السعر وهو الأجر الذي يتقاضاه العامل. أما في النظام الاشتراكي، واستنادا إلى النظرية الماركسية، فإن قوة العمل تتحول من كونها سلعة لتصبح وبشكل مباشر قوة إنتاجية لها دور اجتماعي مرموق.
لقد أثارت مقولة القوى العاملة جدلا طويلا بين المدارس الماركسية ومدارس الاقتصاد الحر. فبالإضافة إلى ماركس الذي ركز على هذه المقولة لأول مرة في مؤلفه المذكور سابقا، فإن إنغلز في مقدمته ل «العمل المأجور ورأس المال» الذي صدر في 1891 يعترف هو نفسه بالخلط بين العمل وقوة العمل عندما يقول:«... تحتوي المؤلفات السابقة عبارت وجملا بكاملها غير دقيقة مقارنة بالمؤلفات اللاحقة الأمر الذي يستدعي تصحيحها. فحسب الرواية الأصلية فإن العامل يبيع (عمله) للرأسمالي مقابل الأجر، وحسب الرواية الحالية فإنه يبيع» قوة عمله«وهو الأصح. فالرأسماليون عندما أرادوا تحديد قيمة العمل وقعوا في تناقض وحيرة باعتبار أن القيمة نفسها تحدد بالعمل. فقالوا أن قيمة العمل تحدد بالعمل الضروري الموجود في العمل. وأمام تلك البلبلة لجؤا إلى صيغة أخرى مفادها أن قيمة السلعة تساوي تكاليف إنتاجه، فما هي تكاليف العمل (باعتاره سلعة) إذن؟ ولما عجزوا عن تعيين تكاليف العمل في حد ذاته قالوا أن تكاليف العمل مساوية لتكاليف إنتاج العامل».. لكن الشيء المنطقي هو أن العامل لا يبيع عمله إلى الراسمالي وإنما يضع تحت تصرفه (قوة عمله) مقابل الأجر. وهكذا فإن العقبة التي واجهت أكبر الاقتصاديين الذين حصروا تفكيرهم في العمل تكون قد زالت بفضل اكتشاف مقولة قوة العمل التي هي في نظامنا الرأسمالين كما يقول إنغلز، سلعة كبقية السلع وإن كانت من نوع خاص لها قيمتها الاستعمالية والتبادلية التي تحدد كما هو الحال بالنسبة لبقية السلع بمدة العمل الضروري اجتماعيا لإنتاجها. أي أن العمل يمثل مقياس القيمة. ومن المفيد هنا أن نذكر أن ابن خلدون لامس هذه الحقيقة إذ جعل من العمل مصدر كل القيم. فهو يقول مثلا في المقدمة: «... فقد تبين أن المفادات والمكتسبات كلها أو أكثرها إنا هي قيم الأعمال الإنسانية».